# Juglans microcarpa
Juglans microcarpa är en valnötsväxtart som beskrevs av Augusto Napoleone Berlese. Juglans microcarpa ingår i släktet valnötter, och familjen valnötsväxter. Utöver nominatformen finns också underarten J. m. stewartii.
Juglans microcarpa är utformad som en buske eller som ett 6 till 15 meter högt träd.
Arten förekommer i centrala USA och norra Mexiko från Kansas söderut. Den växer i kulliga regioner och i bergstrakter mellan 200 och 2000 meter över havet. Växten ingår ofta i galleriskogar och den hittas vid öknens kanter. Arten blommar under våren och dess frön utgör föda för olika smådjur.
För beståndet är inga hot kända och hela populationen bedöms som stor. IUCN listar arten som livskraftig (LC).

## Bildgalleri

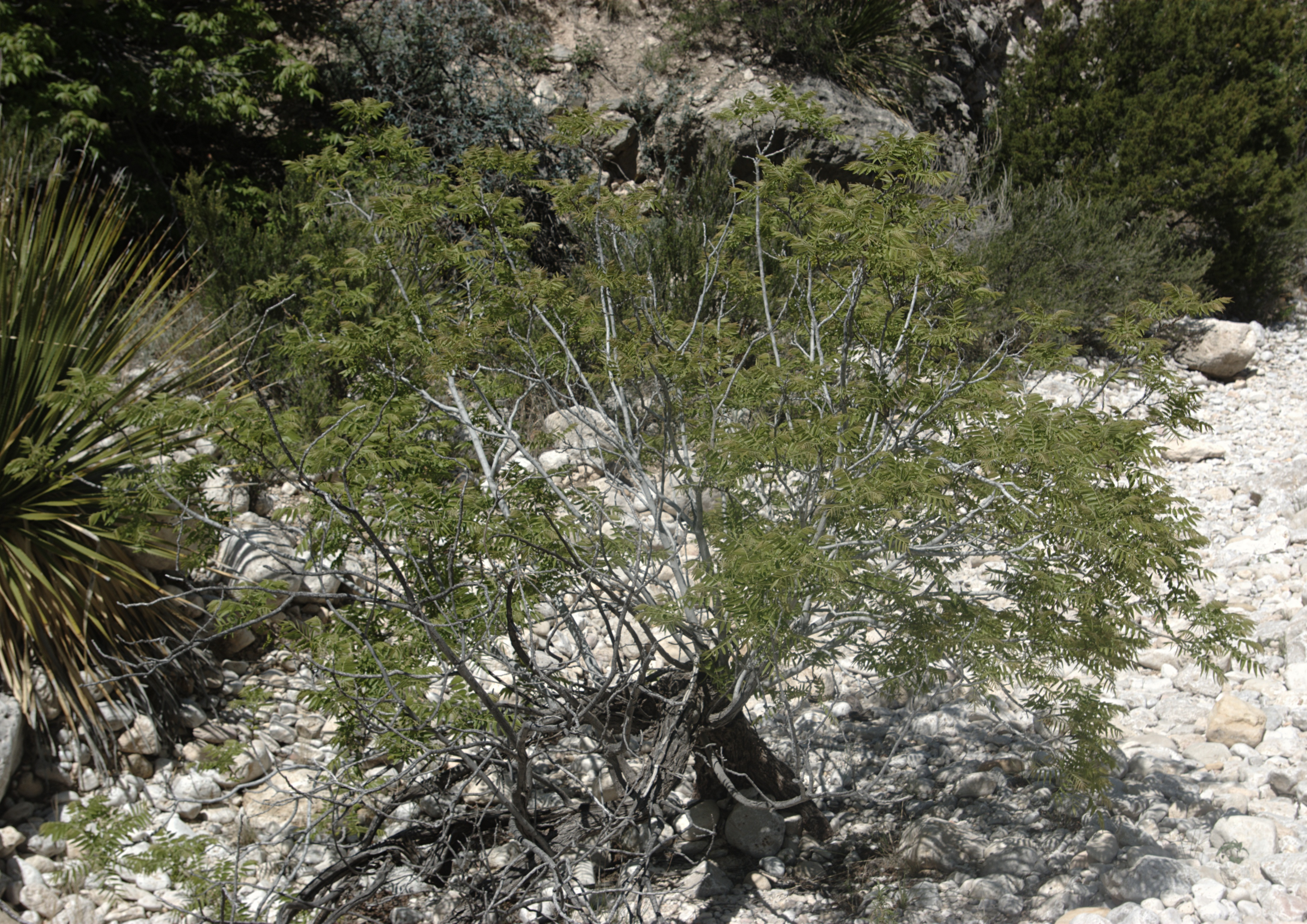
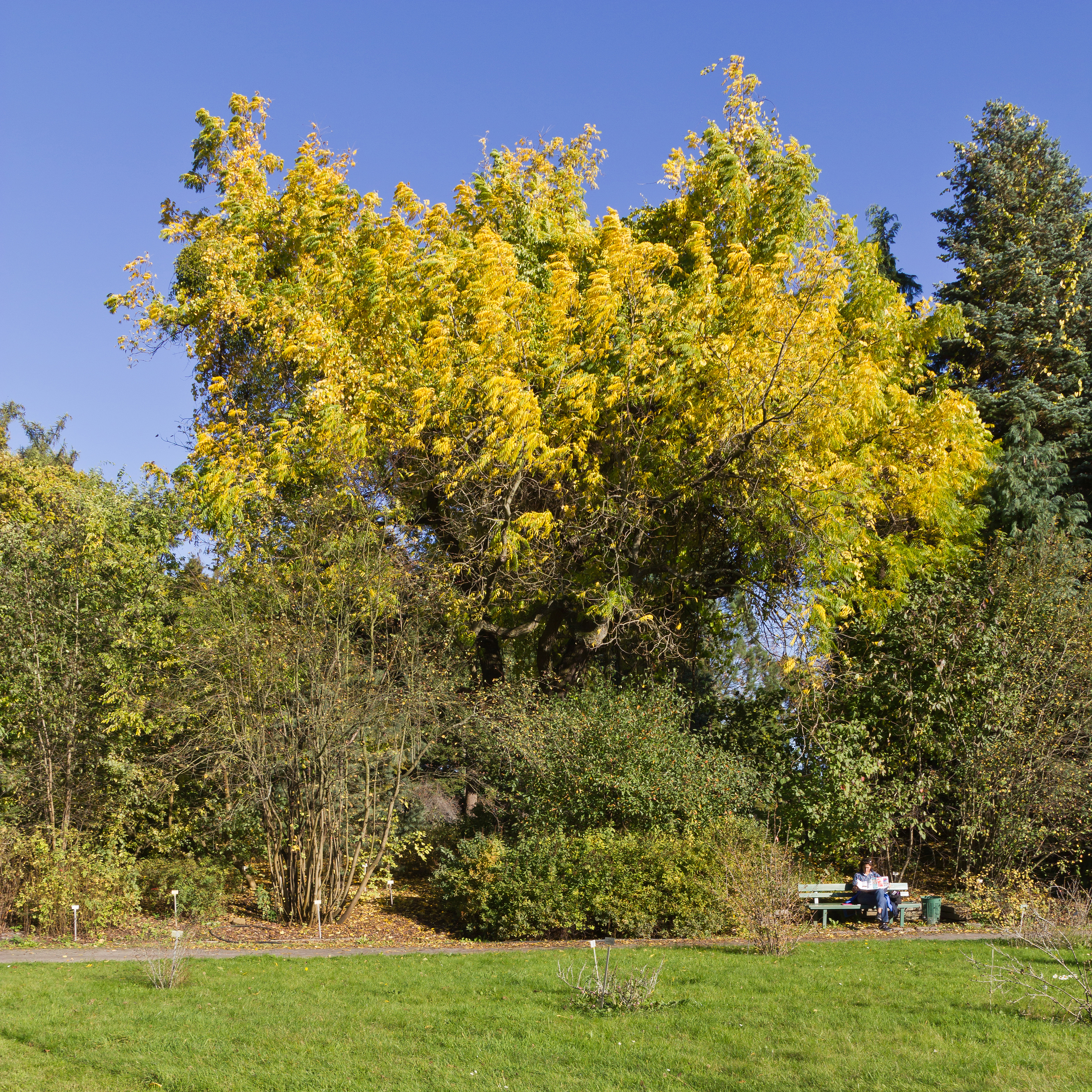